# Сечихи
Сечихи (бел. Сячыхі) — деревня в Кричевском районе Могилёвской области Белоруссии. Входит в состав Костюшковичского сельсовета.

## География
Деревня находится в северо-восточной части Могилёвской области, в пределах Оршанско-Могилёвской равнины, к востоку от реки Волчес, на расстоянии примерно 13 километров (по прямой) к западу от Кричева, административного центра района. Абсолютная высота — 173 метра над уровнем моря.
Климат деревни характеризуется как влажный континентальный (Dfb в классификации климатов Кёппена).

## История
В конце XVIII века деревня входила в состав Мстиславского воеводства Великого княжества Литовского.
Согласно «Списку населённых мест Могилёвской губернии» 1910 года издания населённый пункт входил в состав Комаровичской волости Чериковского уезда Могилёвской губернии. В Сечихах имелось 25 дворов и проживало 212 человек (110 мужчин и 102 женщины).

## Население
По данным переписи 2009 года, в деревне проживало 7 человек.